# Longxing, Sichuan
Longxing (kinesiska: 隆兴镇, 隆兴) är en köping i Kina. Den ligger i provinsen Sichuan, i den sydvästra delen av landet, omkring 43 kilometer väster om provinshuvudstaden Chengdu. Antalet invånare är 15 822. Befolkningen består av 7 942 kvinnor och 7 880 män. Barn under 15 år utgör 11,0 %, vuxna 15-64 år 76 %, och äldre över 65 år 12,0 %.
Genomsnittlig årsnederbörd är 1 318 millimeter. Den regnigaste månaden är juli, med i genomsnitt 377 mm nederbörd, och den torraste är december, med 11 mm nederbörd.